# Creu de terme de Vallespinosa
La creu de terme de Vallespinosa és una creu de terme del poble de Vallespinosa, al municipi de Pontils (Conca de Barberà), situada davant de l'església de Sant Jaume de Vallespinosa.